# شري لويس
شري لويس (بالإنجليزية: Shari Lewis)‏ هي كاتبة سيناريو ومقدمة تلفزيونية وممثلة أمريكية، ولدت في 17 يناير 1933 بذا برونكس في الولايات المتحدة، وتوفيت في 2 أغسطس 1998 بلوس أنجلوس في الولايات المتحدة بسبب ذات الرئة. من الجوائز التي نالتها جائزة إيمي داي تايم ‏ وجائزة بيبودي ‏.

## جوائز
- جائزة إيمي داي تايم [الإنجليزية]‏
- جائزة بيبودي [الإنجليزية]‏

## وصلات خارجية
- شري لويس على موقع IMDb (الإنجليزية)
- شري لويس على موقع الموسوعة البريطانية (الإنجليزية)
- شري لويس على موقع ميوزك برينز (الإنجليزية)
- شري لويس على موقع أول موفي (الإنجليزية)
- شري لويس على موقع قاعدة بيانات برودواي على الإنترنت (الإنجليزية)
- شري لويس على موقع قاعدة بيانات برودواي على الإنترنت (الإنجليزية)
- شري لويس على موقع إن إن دي بي (الإنجليزية)
- شري لويس على موقع قاعدة بيانات الفيلم (الإنجليزية)